# Ivo de Chartres
Ivo de Chartres, în latină Ivo Carnutensis, în franceză Yves de Chartres (n. 1040, Auteuil, Picardie⁠(d), Franța – d. 1116, Chartres, Centre-Val de Loire, Franța) a fost un episcop, partizan al reformelor inițiate de papa Grigore al VII-lea, participant major în controversa învestiturii, conflict care a opus papalitatea și Sfântul Imperiu Roman. Ivo a contribuit la o soluție de compromis, elaborând  distincția între investitura spirituală (care scapă puterii laice) și investitura temporală (aprobarea temporală, lumească, de către un rege sau împărat) a episcopului, soluție adoptată în 1114.

## Viața

### Un intelectual de frunte
Născut la Auteuil în regiunea Beauvais și format la școala episcopală a acestui oraș, la Paris, apoi la Abația Notre-Dame du Bec în Normandia, unde l-a avut profesor pe Lanfranc și codiscipol pe Anselm de Canterbury. După ce a fost canonic la Nesle, Yves de Chartres a devenit în 1078 magistrat în comunitatea canonială Saint-Quentin de la Beauvais. 
Reforma pe care a condus-o în această comunitate  de canonici augustinieni l-a ridicat la rangul de model. Doisprezece ani mai târziu, în 1090, papa Urban al II-lea l-a propus la succesiunea episcopului Geoffroy de Chartres, care era acuzat de simonie, și l-a hirotonit el însuși, în ciuda apelului lui Geoffroy. Începând din această epocă, viața sa este mai bine cunoscută, grație unei culegeri de 300 de scrisori, care s-a păstrat, „sursă fundamentală pentru acea perioadă”. Alegerea lui Yves de Chartres la scaunul episcopal era datorată mult calităților care l-au înscris într-o veche tradiție intelectuală, cum ar fi, de exemplu, a lui Fulbert de Chartres (1006-1028): el poseda o cultură considerabilă și de aceea era foarte adesea solicitat.
În 1097 a sfințit noua biserică a comunității călugărești Saint-Étienne de Nevers.

## Canonizare
Biserica Romano-Catolică îl celebrează la 23 decembrie.

## Opere
I s-au atribuit lui Yves de Chartres numeroase predici, precum și numeroae colecții canonice importante pentru scolastică și dreptul canonic, dintre care, cel puțin, Panormia este cu siguranță a lui:
- Tripartita, 1093
- Decretum, (Décret), 1094
- Panormia, 1095
- Fantasia, 1098